# Parco naturale dei Pilastri della Lena
Parco naturale Pilastri della Lena (in russo ?, Ле́нские столбы́, "Lenskiye Stolby") è il nome dato a una formazione rocciosa naturale lungo il corso del fiume Lena nella parte orientale della Siberia.

## Geografia

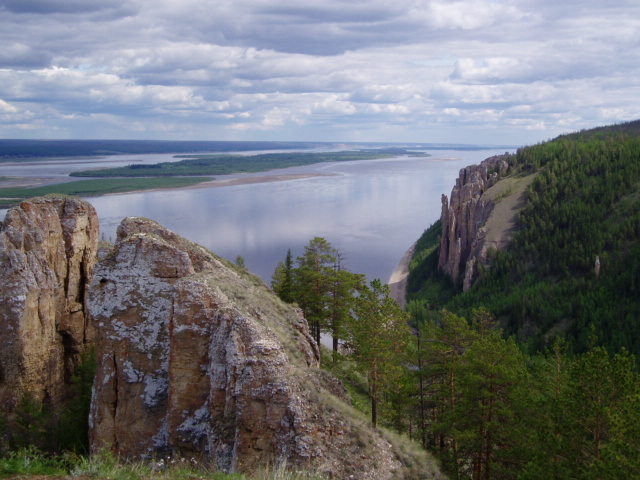
Sulla destra in fondo, si nota la formazione nota come “signora solitaria”.

I pilastri sono alti 150-300 metri e si sono formati in uno dei bacini marittimi del periodo Cambriano. Il Parco Naturale dei Pilastri della Lena è stato iscritto nella lista del Patrimonio dell'umanità nell'estate del 2012. Il sito si trova a meno di un giorno di navigazione controcorrente (Sud) dalla città di Jakutsk, la capitale della Repubblica autonoma della Sacha-Jacuzia.

## Turismo
La crociera sul fiume può essere organizzata contattando un'agenzia di viaggi nella città di Jakutsk. Gli appassionati di limnologia o ecoturismo, e coloro che visitano il Lago Bajkal possono coordinare il soggiorno sul fiume con l'assistenza di una guida della regione del Baikal, tenendo in considerazione che Jakutsk, considerata la città più fredda del mondo e punto di origine delle crociera fluviale, si trova a circa 1500 km a nordest del lago Baikal.
Per chi viaggia in queste regioni del mondo (Siberia), esistono ridotte possibilità di sfruttare le moderne amenità comunemente a disposizione del turista, a meno che non ci si appoggi alle crociere sul fiume Lena.
I percorsi a piedi nella regione sono ripidi e a volte in precarie condizioni.

## Geologia
I pilastri consistono di strati alternate di calcare, marna, dolomite e ardesia del Cambriano inferiore o medio, che sono state erose dando origine agli sbalzi rugosi che oggi si osservano. 
Questo tipo di formazioni rocciose si originano comunemente in ambiente marino e la stratificazione orizzontale e verticale indica trasgressione marina/regressione; dove l'ardesia rappresenta lo shale del fondo marino, leggermente metamorfosato.